# Pont tournant

Pont tournant : animation.

Un pont tournant est un pont dont le tablier peut tourner horizontalement pour le présenter dans l'axe de la voie d'eau qu'il franchit et libérer ainsi le passage pour un bateau.

## Avantages
Les avantages de ce type de pont sur diverses autres solutions pour donner accès à la fois au transport fluvial et routier sont :
- comme il ne nécessite pas de contrepoids comme un pont basculant, sa construction est plus simple et légère ;
- si le chenal est assez large, on peut faire passer les navires dans les deux directions lors de son ouverture et il sert à les séparer l'un de l'autre ce qui ajoute à la sécurité du trafic ;
- lors de la construction, l'île artificielle créée pour l'axe de rotation peut servir à la fabrication du pont sans nuire au passage des navires.

## Inconvénients
- Le pilier central peut être un danger à la navigation en cas de mauvaises conditions atmosphériques ;
- Ce pilier réduit la largeur du chenal et, selon la largeur de celui-ci, peut limiter la circulation à une seule direction ;
- Lorsqu'il est ouvert, le pont doit être capable de maintenir sa structure en porte-à-faux mais lorsqu'il est fermé, le poids des automobiles nécessite des supports sous la travée. On a donc des forces de compression et de tension qui peuvent s'exercer alternativement au même point du pont ;
- Un choc en bordure des rives, par un navire à la dérive par exemple, peut lui faire effectuer un début de rotation et occasionner un danger pour la circulation sur le pont.

## Quelques ponts tournants
En France :
- le pont de Caronte, à Martigues.
- le pont de la Cèpe, à Cabariot.
- le pont Colbert, à Dieppe.
- le pont tournant de Combleux, à Combleux.
- le pont de Cran, à Rieux.
- le pont tournant de la Grange-aux-Belles et le pont Bernadette-Lafont, à Paris.
- le pont de Kérino, à Vannes.
- le pont du Faisan, à Strasbourg.
- le pont tournant de Thunimont, à Harsault.
- le pont tournant des Tuileries, à Paris, détruit en 1817.
- les ponts de la Victoire et de la Gare, à Sète.
- le pont National, à Brest, détruit en 1944.
- le pont tournant de l'Entrée Sud, à Saint-Nazaire.
- le pont de la Fonderie, à Caen.
- le pont tournant, à Cherbourg-en-Cotentin.

En Allemagne :
- le pont Kaiser-Wilhelm à Wilhelmshaven, construit en 1907, il est le plus grand d'Europe.

En Angleterre
- le pont tournant de Reedham, construit en 1904.

En Australie
- le Glebe Island Bridge à Sydney, désormais bloqué en position ouverte.

## Galerie de photos

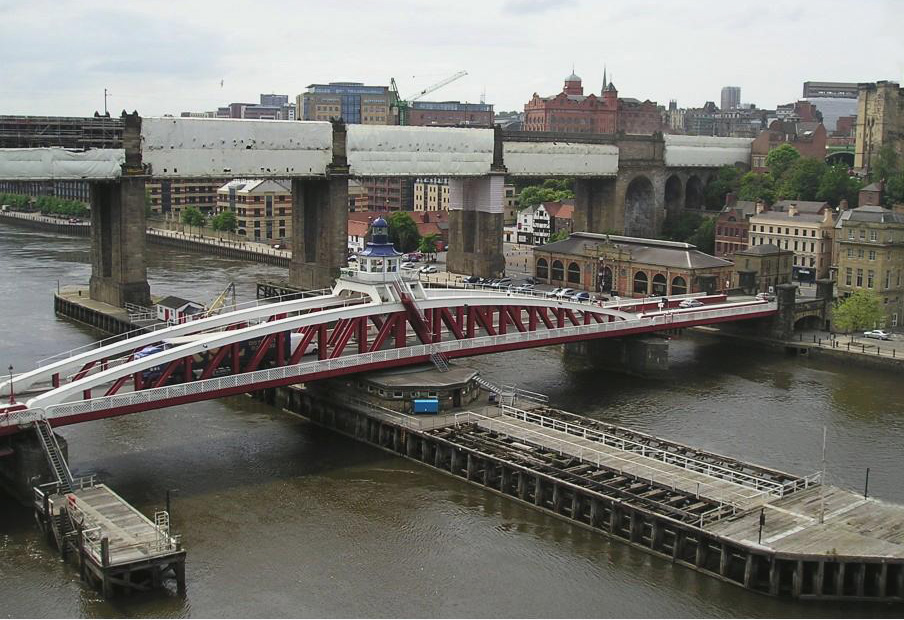
Pont tournant entre Newcastle upon Tyne et Gateshead en Angleterre
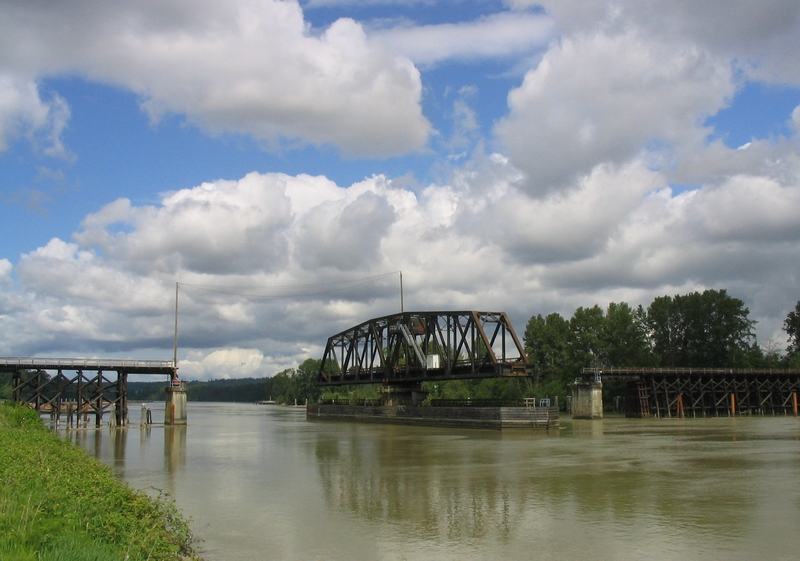
Pont tournant ferroviaire.
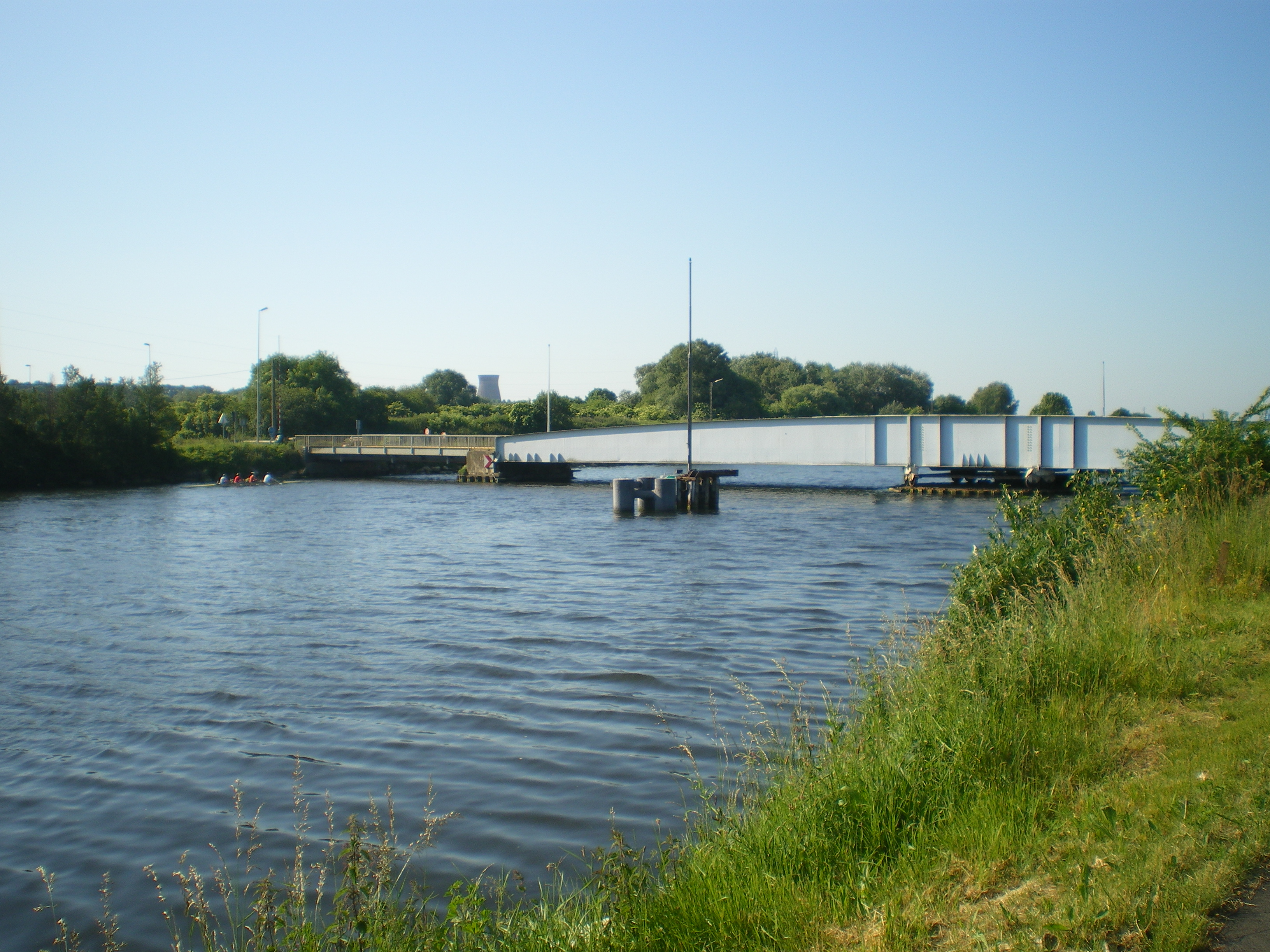
Pont tournant de Colombelles sur le Canal de Caen à la mer (entre Hérouville-Saint-Clair et Colombelles) dans le Calvados.
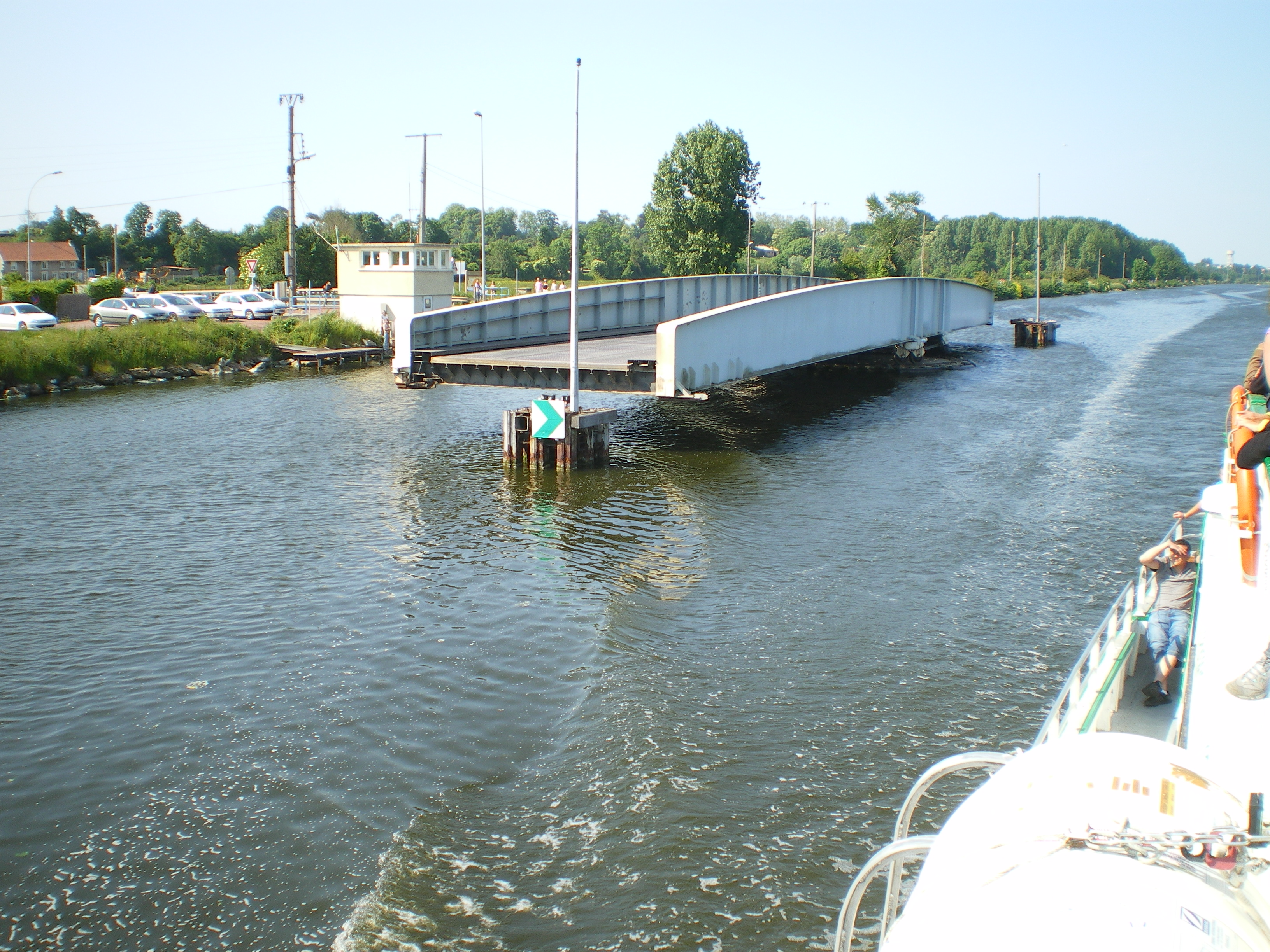
Le même pont, en position ouverte.
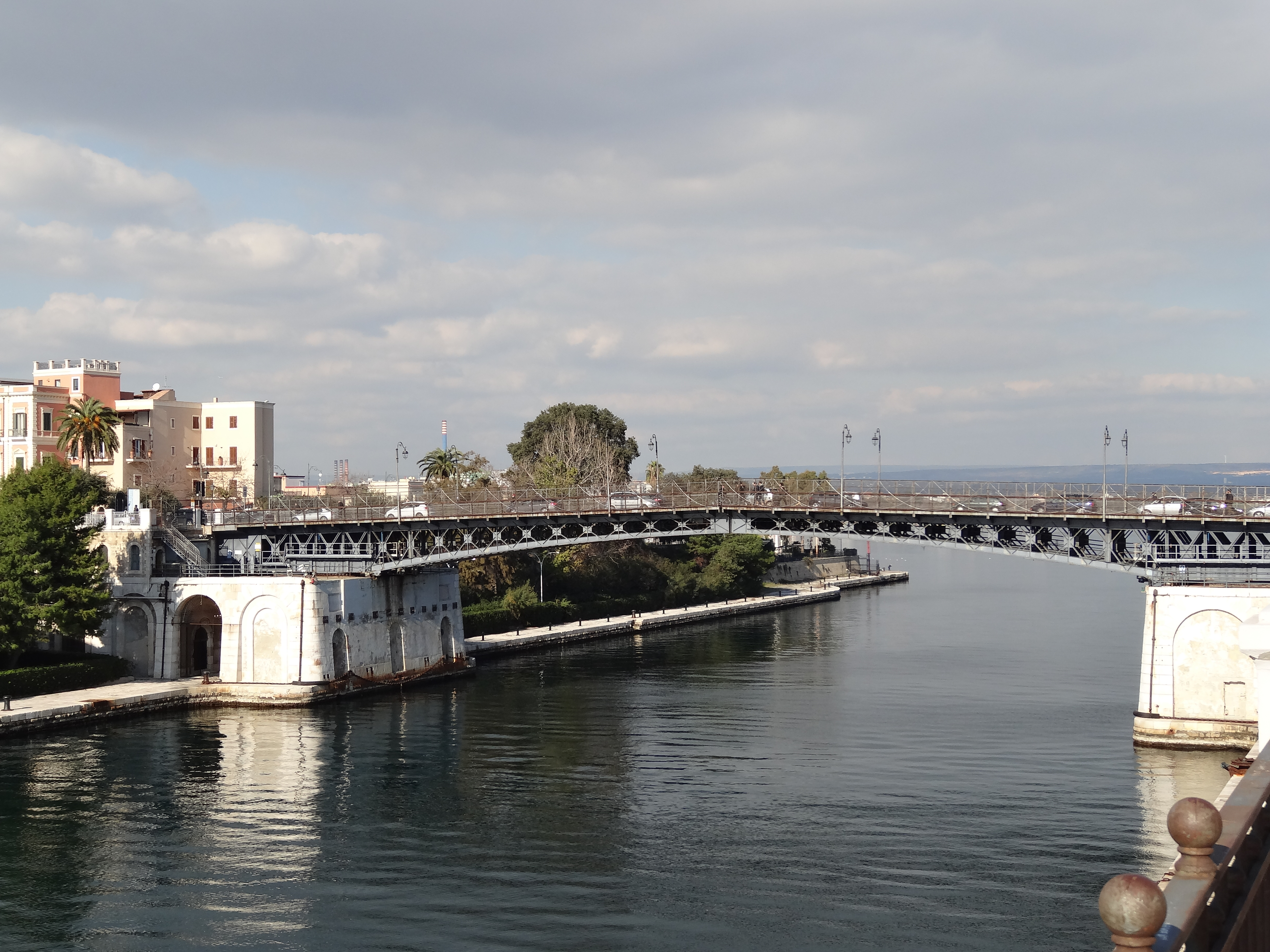
Ponte Girevole San Francesco di Paola en Tarente.
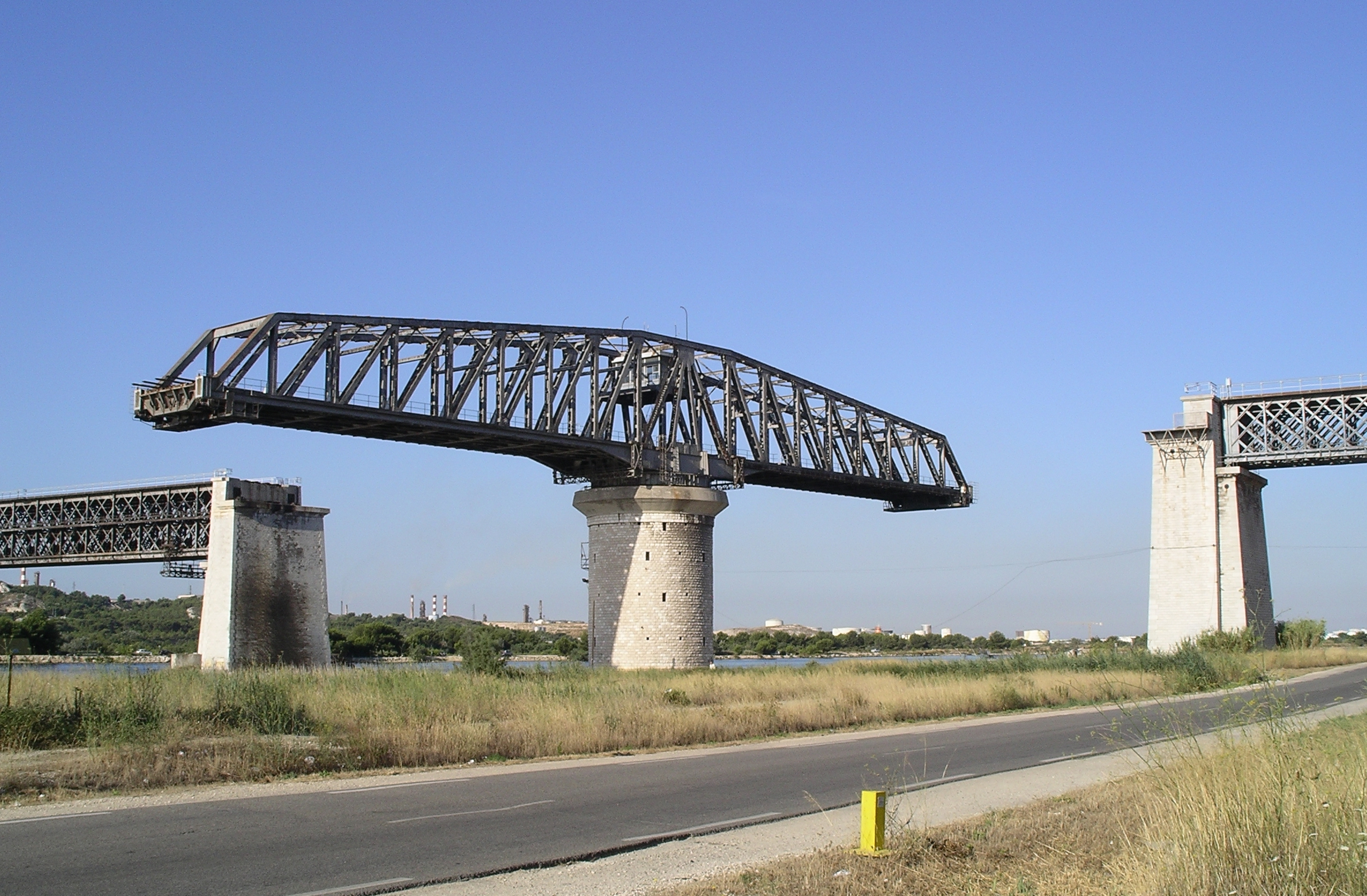
Pont ferroviaire de Caronte.
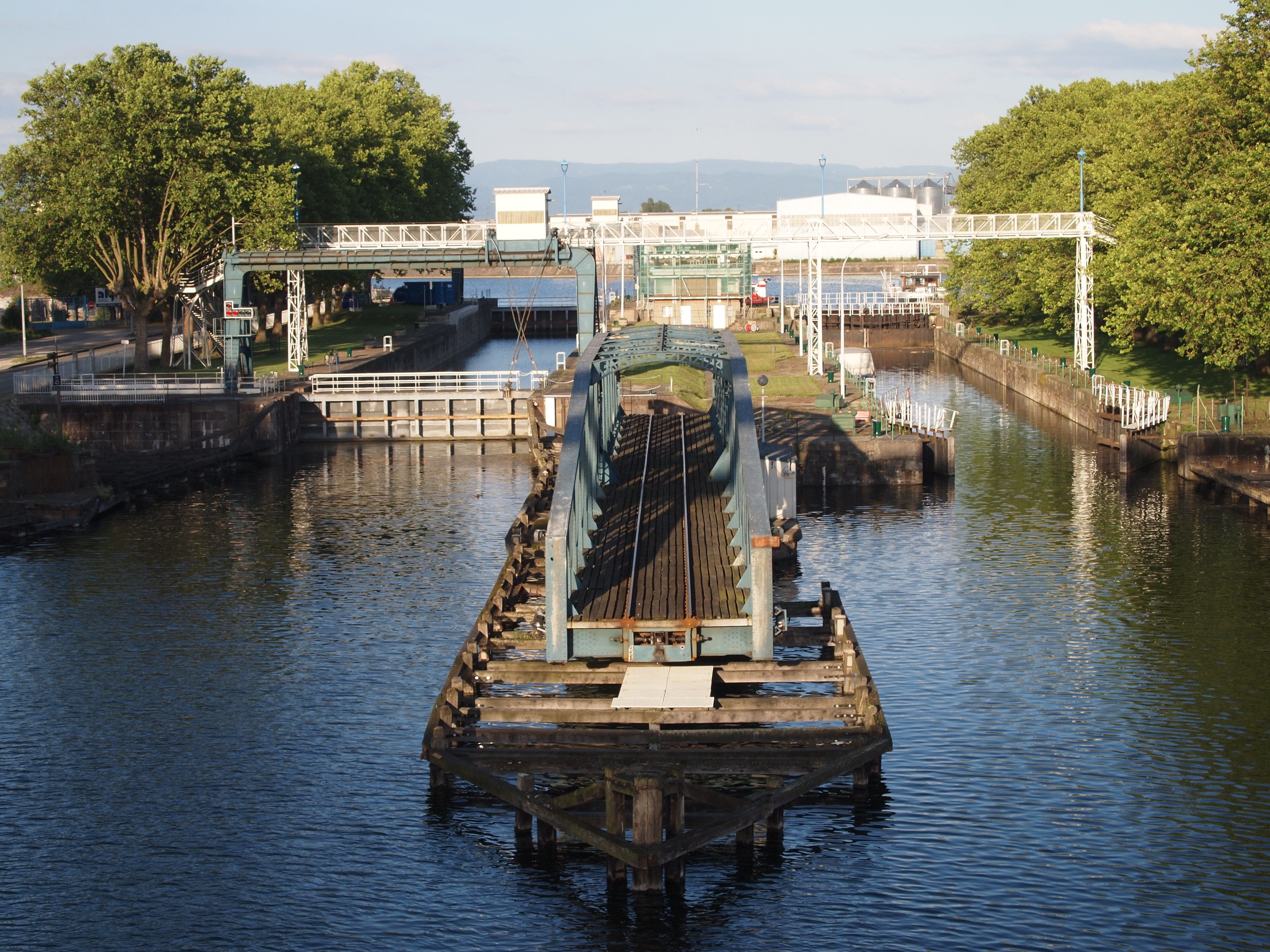
Pont tournant ferroviaire au Port autonome de Strasbourg.
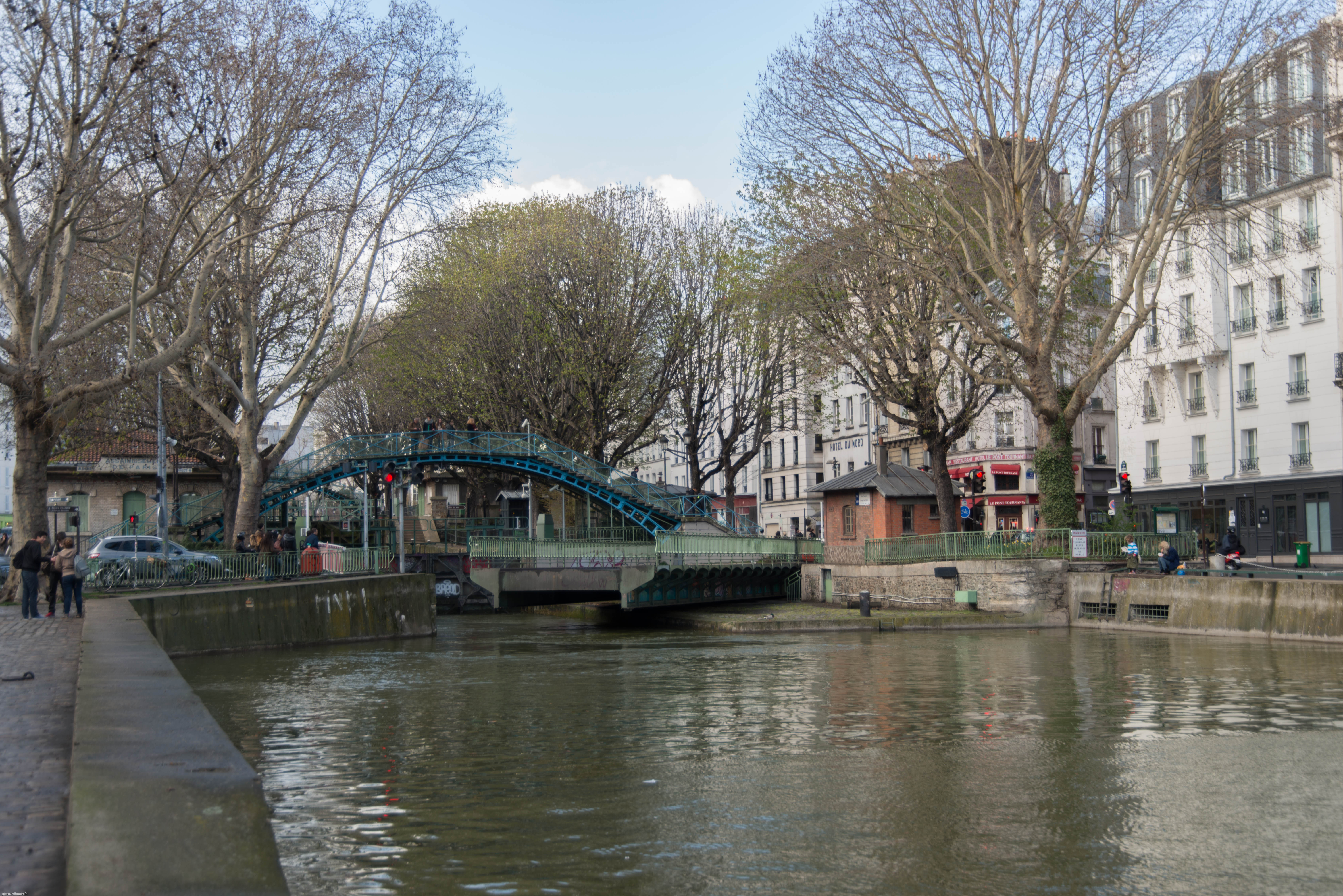
Pont tournant de la Grange-aux-Belles, canal Saint-Martin, Paris
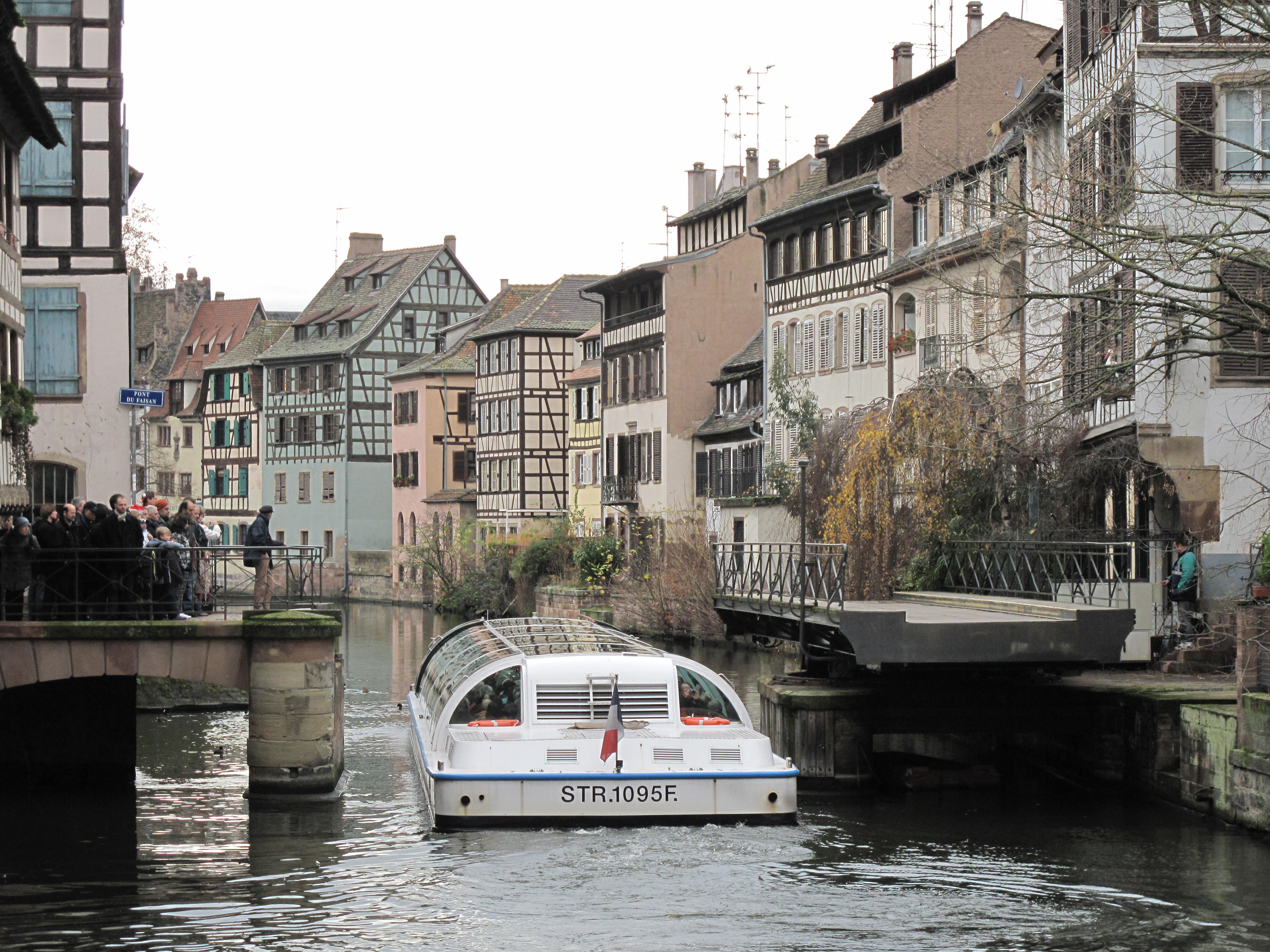
Pont du Faisan asymétrique de la Petite France à Strasbourg.